# Live from Earth
Ne doit pas être confondu avec Live from Planet Earth.
Albums de Pat Benatar
Get Nervous
(1982) Tropico
(1984)
Singles
1. Love Is a Battlefield
Sortie : septembre 1983

Live from Earth est le premier album live de la chanteuse de rock américaine Pat Benatar sorti le 15 octobre 1983.
Il comporte huit titres enregistrés en concert lors de la tournée américaine et européenne entreprise par la chanteuse en 1982 et 1983, et deux titres inédits enregistrés en studio : Lipstick Lies et Love Is a Battlefield. Ce dernier, extrait en single, devient le plus grand succès de la carrière de Pat Benatar et lui permet de remporter le Grammy Award de la meilleure chanteuse rock pour la quatrième fois consécutive,.
Live from Earth est certifié disque de platine aux États-Unis, au Canada et en Nouvelle-Zélande.

## Liste des titres
| 1. | Fire and Ice           | - Tom Kelly - Scott St. Clair Sheets - Pat Benatar | 3:46 |
| 2. | Lookin' for a Stranger | - Franne Golde - Peter McIan                       | 3:28 |
| 3. | I Want Out             | - Neil Giraldo - Billy Steinberg                   | 4:05 |
| 4. | We Live for Love       | Giraldo                                            | 3:39 |
| 5. | Hell Is for Children   | - Giraldo - Benatar - Roger Capps                  | 6:06 |

| 6.  | Hit Me with Your Best Shot                    | Eddie Schwartz                | 3:07 |
| 7.  | Promises in the Dark                          | - Giraldo - Benatar           | 5:14 |
| 8.  | Heartbreaker                                  | - Geoff Gill - Clint Wade     | 4:21 |
| 9.  | Love Is a Battlefield (enregistrement studio) | - Mike Chapman - Holly Knight | 5:23 |
| 10. | Lipstick Lies (enregistrement studio)         | - Giraldo - Myron Grombacher  | 3:51 |

## Musiciens
Crédits d'après les notes de la pochette intérieure.
- Pat Benatar : chant
- Neil Giraldo : guitare, chœurs
- Charles Giordano : claviers
- Roger Capps : basse, chœurs
- Myron Grombacher : batterie

## Classements hebdomadaires
| Classement (1983-1984)        | Meilleure place |
| ----------------------------- | --------------- |
| Allemagne (Media Control AG)  | 7               |
| Australie (Kent Music Report) | 2               |
| Canada (RPM 100 Albums)       | 25              |
| États-Unis (Billboard 200)    | 13              |
| Nouvelle-Zélande (RIANZ)      | 12              |
| Pays-Bas (Mega Album Top 100) | 4               |
| Royaume-Uni (UK Albums Chart) | 60              |
| Suède (Sverigetopplistan)     | 45              |

## Certifications
| Pays                    | Certification | Unités certifiées |
| ----------------------- | ------------- | ----------------- |
| Canada (Music Canada)   | Platine       | 100 000           |
| États-Unis (RIAA)       | Platine       | 1 000 000         |
| Nouvelle-Zélande (RMNZ) | Platine       | 15 000            |